# Гарлява
Гарлява (лит. Garliava) — місто у Литві, Каунаського району Каунаського повіту.

## Етимологія
Поміщик Юозас Годлевскіс, який вважається засновником поселення в 19 столітті, назвав його «Ґодлево» («Годлева» або «Годлев»). Але вже напочатку 20 ст. литовці почали змінювати сполучення приголосних «dl» на більш звичне «rl», щоб полегшити його вимову (Gorliava, Garleva). 1925 у виданні «Lietuvos apvyettos vietos» вже представлено назву «Гарлява», яка стала загальновизнаною. Отже, Гарлява — садибна топонімія, яка асоціюється з пол. godło – «герб, емблема».
Легенда свідчить, що поміщик Юозас Годлевскіс невипадково зупинився в цих місцях. Колись тут було непролазне болото, а господар застряг тут з кіньми і страшенно злякався, став благати бога врятувати його і пообіцяв, що якщо залишиться живий, то збудує на цьому місці церкву.

## Географія
Місто розташоване на південь від Каунаса, біля старої дороги на Маріямполе та Прієнай. Через місто протікає потік Майшис. Біля струмка розташований міський парк.

## Історія
На кінець 18 століття центром Гарлявського воєводства було місто Jonučiai (3 км від Гарляви). Гарлява виросла з села, яке почало розвиватися на початку ХІХ століття біля новозбудованої дороги на землі графа Юозаса Годлевскіса. Через Гарляву проходив важливий поштовий шлях Каунас-Маріямполе-Варшава. 
Юозас Годлевскіс, який вважається засновником поселення в 19 столітті, після Третього поділу Польщі купив багато земель в Ужнемуне, 1809 збудував Гарлявський костел (за переказами, на згадку свого порятунку від розбійника, що впав на тому місці) і назвав на його честь місцевість «Годлево» (Годлева або Годлевас) — цей рік вважається датою заснування Гарляви. Проте вже в ХХ ст. На початку 19 століття литовці почали змінювати приголосний склад за рахунок більш поширеного rl , щоб зробити форму легшою для вимови (Горлява, Гарлева).
Ю. Годлевскіс будував храми не лише для католиків, а й для євангелістів-лютеран (Гарлявська євангелістсько-лютеранська церква була продана лютеранами в 21 ст.). Гарлява у 19 ст виросла у місто, яке розширилося обабіч дороги. Влітку 1812 через Гарляву проїжджав Наполеон, штаб армії якого знаходився під Гарлявою і який квартирував у старому міському пансіонаті.
15 серпня 1826 засновано Гарлявську парафію, (в Йонушаї залишився парафіяльний цвинтар (нині «Jonučiai kapinės»)). 1827 у Гарляві було 12 хат і 160 жителів, а в 1890 р. – вже 94 будинки і 1125 жителів. 1889 Гарлявська волость складалася з 41 села і 33 дворів. На території парафії проживало 11912 католиків, 2218 євреїв і 71 лютеран. У 1869-1870 роках побудована лютеранська церква.
Литовське національне відродження досить рано охопило Гарляву та її околиці. Гарлявський аптекар Казис Аглінскас (1851–1924), вчителі Юозас Анджулайтіс-Кальненас, Ксаверас Сакалаускас-Ванагеліс, Йонас Мачис-Кекштас та інші, в тому числі книготорговці, створили товариство любителів і розповсюджувачів литовської преси, що поширювало литовське слово. Йонас Басанавічюс часто відвідував К. Аглінскаса.
Відлуння  січневого повстання 1863 р. було відчутним у Гарляві. 1 лютого 1863 священик Мотей Радзюкінас прочитав у церкві маніфест повстання і за це був засланий до Сибіру.
У 1904 в Гарляві засновано перше споживче товариство «Витурис». 1905 була створена парафіяльна бібліотека, працювали чайна, пекарня, проводилися публічні вистави. 1905 революційні події в Російській імперії та Литві спонукали мешканців Гарляви та навколишніх литовських поселень до опору царату. У липні на міській управі були знищені державні документи російською, оголошення та вивіска. 3 березня 1000 мешканців Гарляви підписали петицію до царя, в якій вимагали свободи совісті, слова, друку, спілок і віросповідань, дозволу литовцям обіймати державні посади в Литві, домагалися використання литовської мови в судах і школах та ін.
1908 у Гарляві було відкрито кінотеатр, який був першим у Литві. 1909 р. американський литовець кінооператор А. Рачюнас вперше зняв образи Гарляви на плівку. Відомий міжвоєнний литовський оператор Альфонсас Жібас народився в Гарляві.
У Першу світову, під час боїв під Гарлявою було підірвано вежі костелів, зламано стіни, спалено всі будівлі настоятеля. До 1923 церкву відремонтували, а в 1935 р. за проєктом архітектора Стасіоса Кудокаса також були перебудовані вежі. У костелі встановлено електричний орган — один із перших у Литві.
16 лютого 1918 після публікації Акту про незалежність Литви, 1918–1920 частина гарлявців вступила добровольцями до литовської армії. Пам'ять загиблих добровольців вшановує пам'ятник, споруджений біля церкви.
У міжвоєнний період Гарлява була центром повіту. На 1923 у Гарляві було 116 дворів і 936 жителів. Центральна вулиця Вітовта була вимощена камінням, збудовано багато державних і приватних будинків, волосний штаб (нині вул. Вітовта № 68). Ділянка дороги KK130 між Каунасом і Гарлявою стала найбільш завантаженою ділянкою в Литві. в 1929 р. поблизу Гарляви збудовано віадук.
1939 року Гарлява налічувала близько 1300 жителів. У місті були: волосна управа, оздоровчий пункт, пошта, аптека, дві початкові школи, невеликий кредитний банк, два парові млини, чесально-прядильна фабрика, олійний прес, майстерня з обробки шкіри. Майже кожен другий будинок на центральній вулиці мав або магазин, або ресторан-чайну.
У Гарляві було велике стрілецьке товариство, пожежна дружина, гурток патріотів, молодих литовців, молодих хліборобів, скаутів, а також громада католицької церкви св. Йосипа,  та ін. товариства.
Під час окупації Гарлява та її жителі дуже постраждали. Німецькі окупанти 28 серпня 1941 розстріляли багатьох жителів Гарляви. Під час радянської окупації 14 червня 1941 р. і 1948–1949 сотні гарлявчан були заслані до Сибіру.
У повоєнні роки в околицях Гарляви точилася активна боротьба опору. Тут діяли литовські партизани, а саме Бірутський загін командира Юозаса Лукші. Значніші сутички партизанів зі «стрибами» та енкаведистами відбулися в 1945 р. 5 березня біля села Юргінішки, а  наприкінці 1946 р. — на Юодгірі, де енкаведисти й «стриби» напали на групу з десятка чоловік партизанського загону Жвангутіса. Знищивши 23 нападників, партизани відступили, але Жвангутіс і 6 бійців загинули. Зараз з ініціативи Гарлявського осередку Союзу вигнанців Литви на цьому місці споруджено каплицю-стовп на згадку про страждання литовського народу. Скульптор – А. Терезіус. Тіла загиблих партизанів вивезли на гарлявський двір для впізнання. 4 вересня 1951 у Пабартупісі, поблизу Гарляви, загинув легендарний партизанський командир Юозас Лукша. На його честь у 1989 названа одна з вулиць Гарляви, а також Гарлявська школа (у 1994р.).
15 травня 1958 Гарлява здобула статус селища міського типу. Після війни в Гарляві оселялися депортовані люди, які поверталися із Сибіру, і бійці з різних куточків Литви, які брали участь у повоєнному опорі, та їхні зв’язкові. 
П. Петрайтіс, В. Швірінас, П. Блажавічюс та інші збудували таємний хрест на згадку про литовських мучеників. Ядвіга Беляускене була ув'язнена за антирадянську діяльність. У роки сєвєцької окупації гарлявська церква чинила найактивніший опір (пастор о. Т. Думбляускас, священики В. Стакенас і В. Праяра). Тут поширювалася Хроніка Литовської Католицької Церкви. Церковний хор під керівництвом монахині-органістки Інокенти Зузани Мілюте був відомий на всю Литву. Саулюс Келпша з Гарлії таємно підняв литовський триколор під час совєцької окупації.
За совєцьких часів збудовано ремонтно-механічний завод, цех рокайського керамічного заводу, інститут реконструкції та проєктування сільськогосподарських виробничих будівель.
У період відродження (1988–1990) гарлявчани активно долучилися до  руху національного відродження. Влітку 1988 в Гарляві була створена група Саюдіс, яку очолив Річардас Гудайтіс. Діяльність руху підтримував пастор монсеньйор Андріус Густайтіс.
У 1994 затверджено герб Гарляви.

## Культура і освіта
Навчальні заклади:

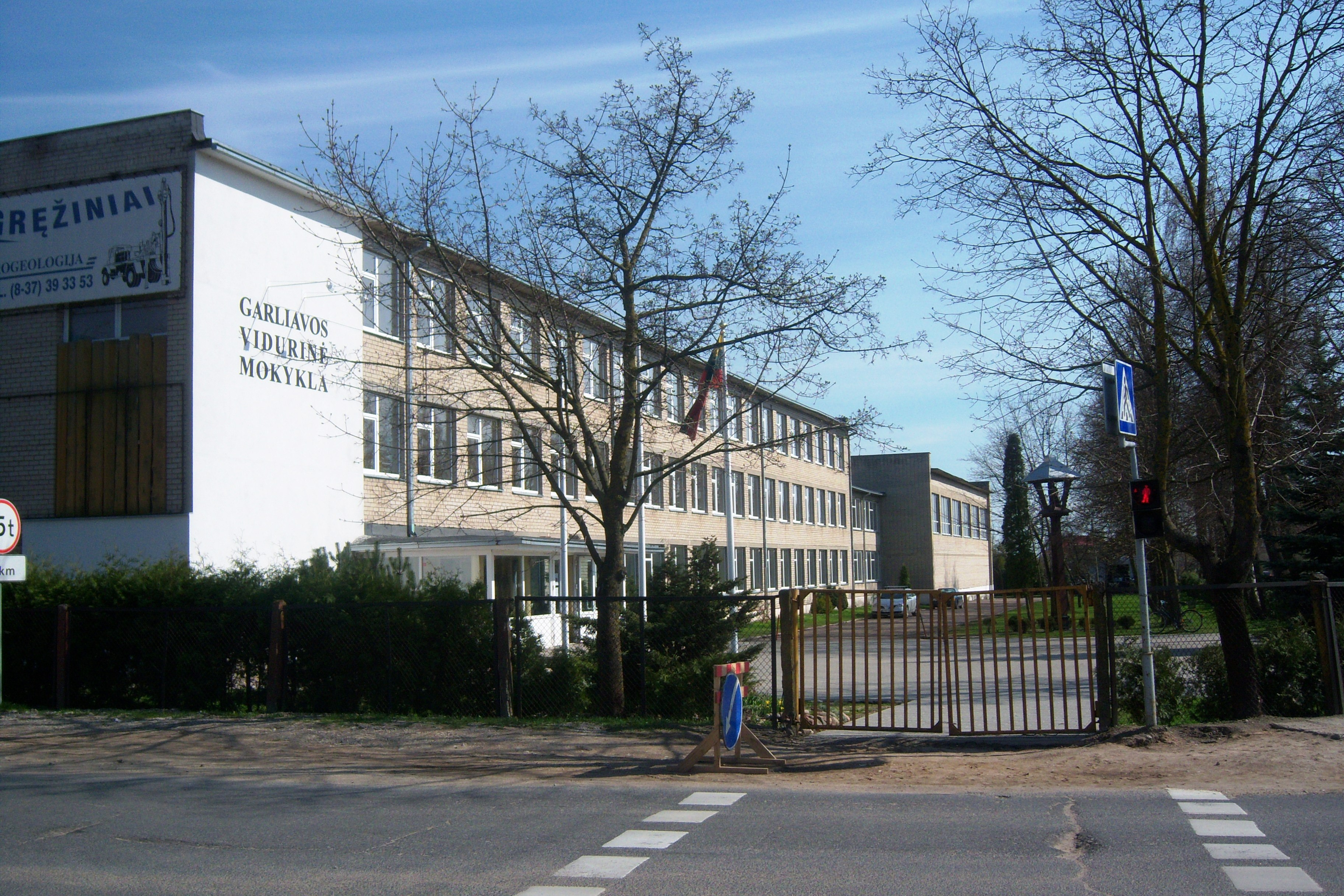
Гарлявська ЗОШ

- Середня школа імені Гарлява Адамоса Міткауса (найстаріша в місті, діяла ще до війни)
- Середня школа Гарлява Йонучяй (заснована 1974)
- Garliava Juozas Lukša gimnazija (гімназія ім. Юозаса Лукші) (заснована 1992)
- Гарлявська художня школа (заснована 1974 р.). У школі працює 50 викладачів, навчається близько 400 учнів
- Дитячий садок-школа "Обелєле". Є близько 50 співробітників. У дитсадку навчається та відвідує близько 250 дітей.
- У яслах-садку «Eglutė» та дитячому садку «Jonučiai» працює близько 50 працівників, які відвідують близько 200 дітей.

Публічна бібліотека Каунаського району була заснована 1955. Колектив бібліотеки, який налічує 17 чоловік, обслуговує жителів Гарляви та координує роботу 33 бібліотечних філій. Бібліотека налічує 75 тис. книг, 33 тис. читачів (дані 2000). 
Гарлявський будинок культури засновано 1958 р. У ньому діє 14 художніх колективів, в яких беруть участь близько 300 самозайнятих осіб. Щороку проводяться традиційні заходи: фестиваль дитячої пісні «Dainoju taviškėlei», фестиваль «Atvelykis», Дні мистецтва, дитячий національний фестиваль танцю на лауреатство премії «Гарлява», виставки народної творчості та професійні художники.
У Гарляві діє 14 гуртків аматорів мистецтва, які налічують понад 300 учасників. Це мішаний хор, дівочий хор, фольклорний ансамбль, два дитячих колективи народного танцю, художня студія, суботня школа естетичного виховання дітей, гуртки ритмічного танцю тощо.

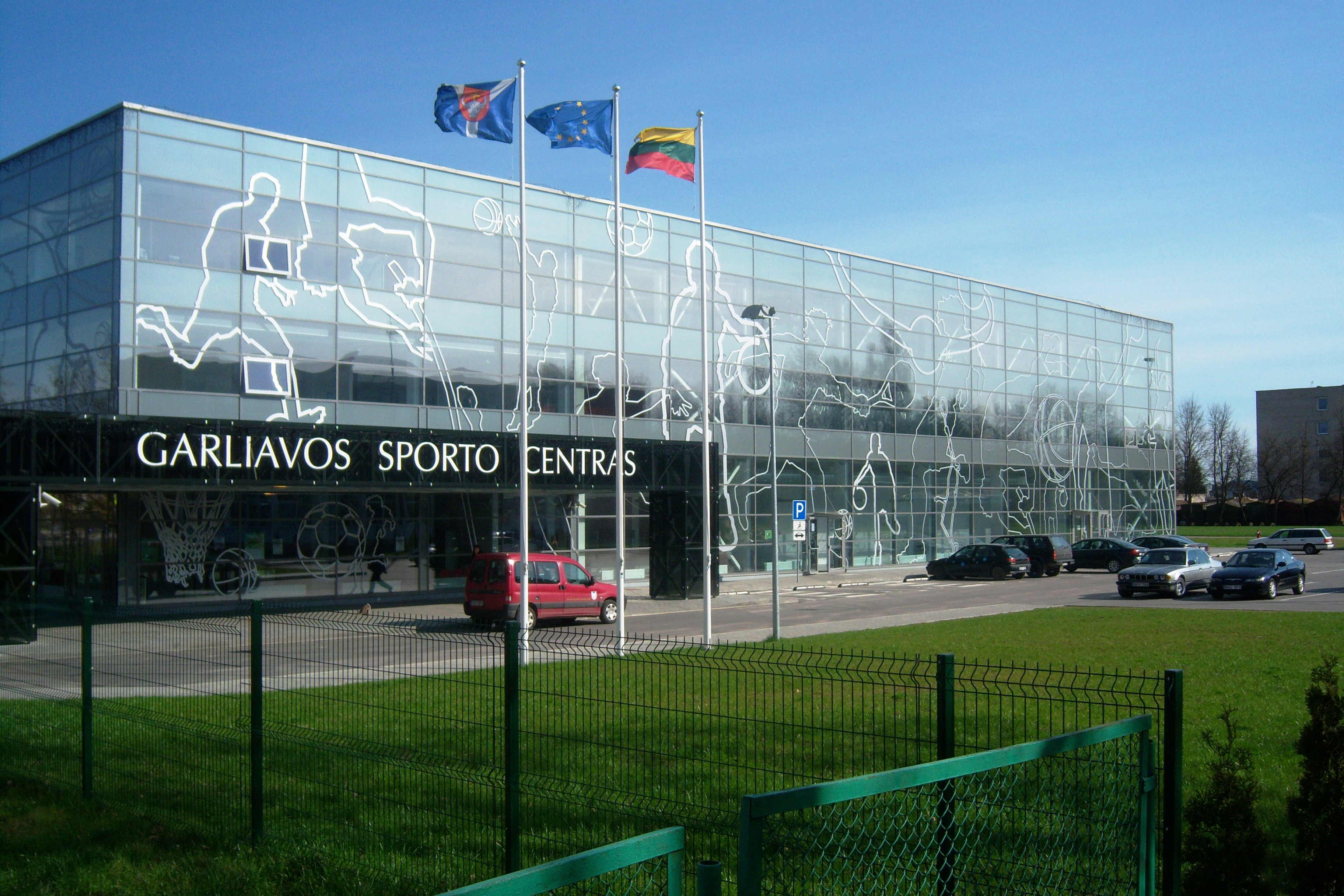
Спортивно-оздоровчий комплекс Гарлява, Vasario 16-osios st.

Гарлявський краєзнавчий музей знаходиться в Йонучяйській середній школі. Музей засновано 21 квітня 1998. Численні експонати розповідають про засновника Гарляви        Ю. Годлевскіса, історичне минуле краю, відомих жителів Гарляви: Казі Аглінскаса – аптекаря та культурного діяча, Она Небелите-Янкаускене – милосердну сестру, Рокаса Шлюпаса - засновника Литовського Червоного Хреста, Юозаса Габріса-Паршайтіса – культурного діячя і дипломата. У музеї багато історичного матеріалу про повоєнний спротив, період відродження та сьогодення міста.
2011 збудовано сучасний спортивно-оздоровчий комплекс «Гарлява».

### Фольклор
Німецькі мовознавці Август Лескинас і Карл Бругман опублікували книгу «Litauische Volkslieder und Märchen» у 1882 р., в якій К. Бругман записав низку фольклору з Гарлявщини та описав місцевий діалект. 1909 р. У Гарляві Я. Басанавичюс записав три народні пісні «Ant kalnelios šaltinėlis», «Tykus buvina vekarelės» і «Šia naktelė per naktelė» у виконанні Анастазії Катіляускайте та Ельжбети Вишняускайте в Гарляві. Це найдавніші відомі звукозаписи, зроблені в Гарляві.

## Населення
- 1827 рік - 160
- 1881 рік - 1125
- 1923 рік - 936
- 1959 рік - 2499
- 1970 рік - 5821
- 1989 рік - 12 420
- 2001 рік - 13 322
- 2021 рік - 10 366

## Спорт
- Жіночий гандбольний клуб «HC SM Garliava»
- Футбольний клуб ФК «Гарлява»
- Біговий клуб „Bėgantis žmogus“
- Клуб верхової їзди „Kalibras“

## Галерея

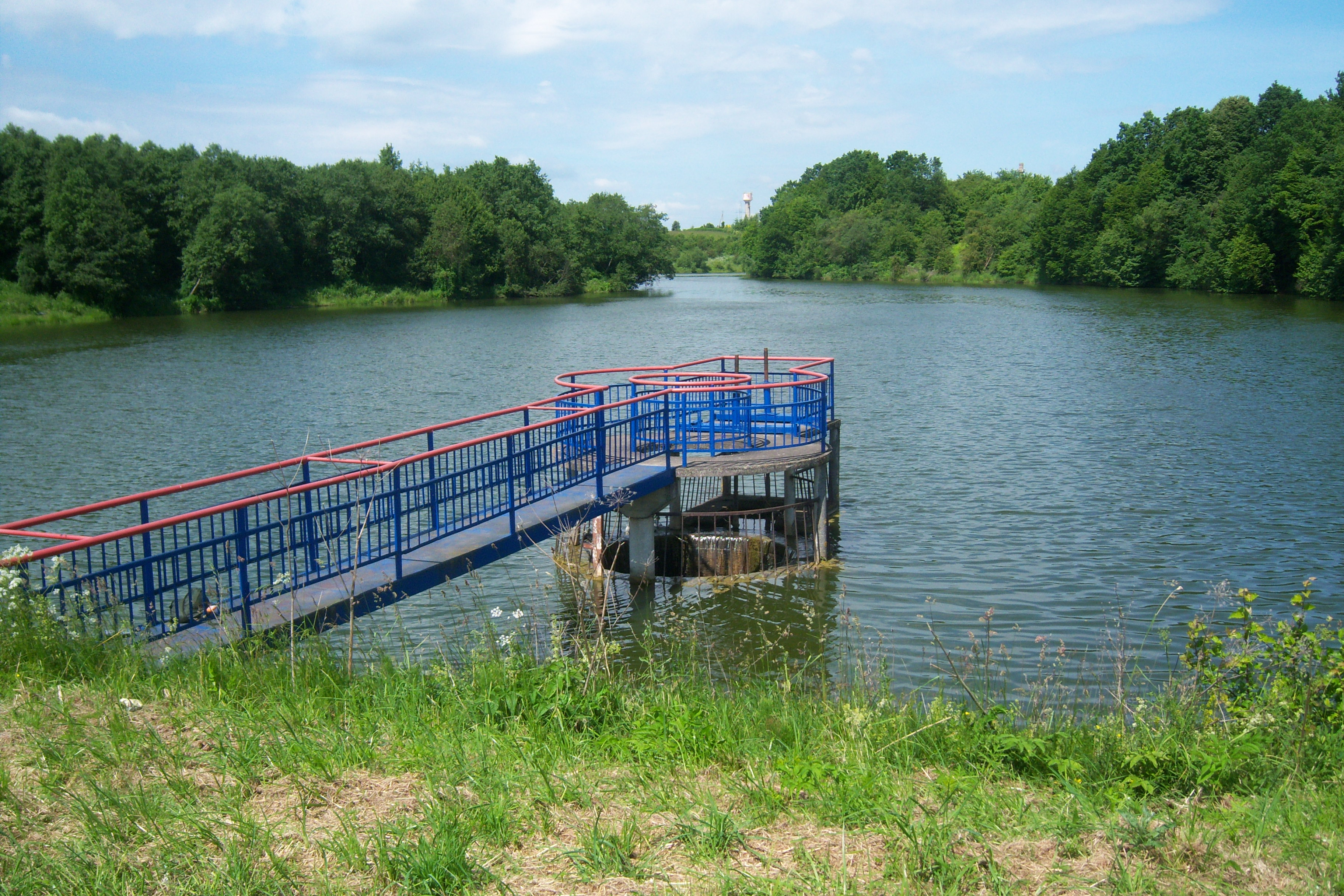
Гарлявський став
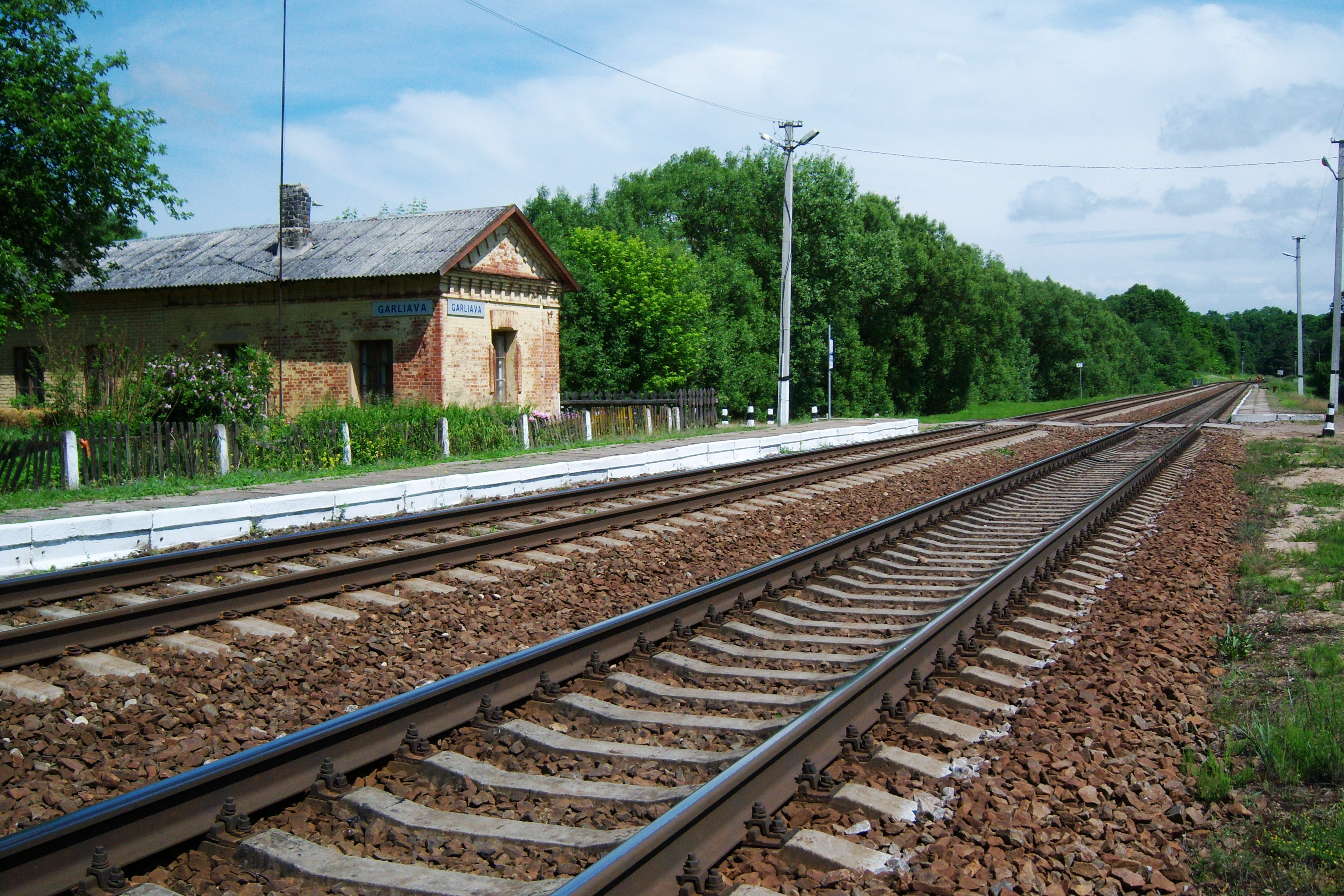
Залізнична станція Гарлява поблизу Рінкунай (Каунас)